# Equazione di Laplace
In matematica, l'equazione di Laplace, il cui nome è dovuto a Pierre Simon Laplace, è l'equazione omogenea associata all'equazione di Poisson, e pertanto appartiene alle equazioni differenziali alle derivate parziali ellittiche: le sue proprietà sono state studiate per la prima volta da Laplace. L'equazione riveste particolare importanza nei settori dell'elettromagnetismo, dell'astronomia, della fluidodinamica, e le sue soluzioni differenziabili fino al secondo ordine costituiscono la classe delle funzioni armoniche, che sono funzioni analitiche.
L'equazione impone che l'operatore di Laplace di una funzione incognita sia nullo. Tale relazione riveste particolare importanza in fisica:
- Se l'incognita è una concentrazione l'equazione di Laplace è la legge di diffusione di Fick.
- Se l'incognita è una temperatura l'equazione di Laplace è la legge di Fourier per la conduzione del calore.
- Se l'incognita è un potenziale elettrostatico l'equazione di Laplace descrive il problema generale dell'elettrostatica nel caso non siano presenti le sorgenti del campo.[3]

La soluzione dell'equazione di Laplace nel caso bidimensionale è un problema che viene spesso affrontato utilizzando l'analisi complessa, in particolare tramite mappe conformi, mentre nel caso tridimensionale si può invece utilizzare il metodo di separazione delle variabili.

## L'equazione
Sia {\displaystyle \varphi =\varphi (\mathbf {x} )} una funzione definita su un insieme {\displaystyle U} di {\displaystyle \mathbb {R} ^{n}} a valori in {\displaystyle \mathbb {R} }. Sia la funzione di classe C2, cioè derivabile fino al secondo ordine con continuità.
L'equazione di Laplace per {\displaystyle \varphi } ha la forma:
{\displaystyle \nabla ^{2}\varphi =0}
dove {\displaystyle \nabla ^{2}} è l'operatore di Laplace o laplaciano, che nello spazio euclideo tridimensionale può avere diverse espressioni, ad esempio la forma: cartesiana, cilindrica e sferica.
L'equazione si trova scritta anche scomponendo il laplaciano:
{\displaystyle \operatorname {div} \,\operatorname {grad} \,\varphi =\nabla \cdot \nabla \varphi =0}
dove {\displaystyle \operatorname {div} } è l'operatore divergenza e {\displaystyle \operatorname {grad} } è l'operatore gradiente.

### Soluzione fondamentale
Una strategia utilizzata nella soluzione delle equazioni alle derivate parziali lineari consiste nel trovare inizialmente soluzioni semplici, ed a partire da esse costruire una soluzione complessa che sia combinazione lineare di soluzioni semplici.
Dal momento che l'equazione di Laplace è invariante sotto rotazione, si cercano soluzioni di tipo radiale, dipendenti solamente dalla variabile:
{\displaystyle r=|\mathbf {x} |=(x_{1}^{2}+x_{2}^{2}+\cdots +x_{n}^{2})^{\frac {1}{2}}}
Si consideri la funzione:
{\displaystyle \varphi (\mathbf {x} )=v(r)}
con {\displaystyle v} tale che l'equazione di Laplace per {\displaystyle \varphi } continui a valere.
Poiché:
{\displaystyle {\frac {\partial r}{\partial x_{i}}}={\frac {2x_{i}}{2}}(x_{1}^{2}+x_{2}^{2}+\cdots +x_{n}^{2})^{-{\frac {1}{2}}}={\frac {x_{i}}{r}}}
si ottiene la derivata prima con la regola della catena: 
{\displaystyle {\frac {\partial \varphi }{\partial x_{i}}}=v'(r){\frac {x_{i}}{r}}}
e la derivata seconda applicando la regola del prodotto e la regola del quoziente alla derivata prima:
{\displaystyle {\frac {\partial ^{2}\varphi }{\partial x_{i}^{2}}}=v''(r){\frac {x_{i}^{2}}{r^{2}}}+v'(r)\left({\frac {1}{r}}-{\frac {x_{i}^{2}}{r^{3}}}\right)}
per ogni {\displaystyle i} e per ogni {\displaystyle x_{i}} non nullo.
Si ha quindi:
{\displaystyle \nabla ^{2}\varphi =0}
{\displaystyle \nabla ^{2}\varphi =\sum _{i}^{n}{\frac {\partial ^{2}\varphi }{\partial x_{i}^{2}}}=v''(r)+{\frac {n-1}{r}}v'(r)=0}
Se {\displaystyle v} è diverso da zero si ha:
{\displaystyle {\frac {v''}{v'}}={\frac {1-n}{r}}=\log(v')'}
e integrando gli ultimi due termini si ottiene:
{\displaystyle v'(r)={\frac {a}{r^{n-1}}}}
con {\displaystyle a} costante. Di conseguenza, per {\displaystyle r} positivo:
{\displaystyle v(r)={\begin{cases}a\log r+c\qquad n=2\\{\frac {a}{r^{n-2}}}+c\qquad n\geq 3\end{cases}}}
con {\displaystyle c} costante.
Con un'opportuna scelta delle costanti si definisce la soluzione dell'equazione di Laplace nella sua forma più generale:
{\displaystyle \Phi (\mathbf {x} )={\begin{cases}-{\frac {1}{2\pi }}\log |\mathbf {x} |\qquad n=2\\{\frac {1}{n(n-2)\alpha (n)|\mathbf {x} |^{n-2}}}\qquad n\geq 3\end{cases}}}
dove {\displaystyle \alpha (n)} denota il volume della bolla di raggio unitario in {\displaystyle \mathbb {R} ^{n}}.

## Condizioni al contorno

### Condizioni al contorno di Dirichlet
Il problema di Dirichlet per le equazioni di Laplace consiste nel trovare una soluzione {\displaystyle \varphi } definita in un dominio {\displaystyle D} e tale che {\displaystyle \varphi } sul bordo di {\displaystyle D} coincida con una funzione assegnata. La relazione tra l'equazione di Laplace e quella del calore può essere data dalla seguente interpretazione fisica del problema di Dirichlet: supponendo che la funzione assegnata sia una temperatura costante nel tempo associata ad ogni punto del bordo di un corpo omogeneo e isotropo, i valori della temperatura all'interno del corpo quando si raggiunge l'equilibrio termico rappresentano la soluzione del problema di Dirichlet.

### Condizioni al contorno di Neumann
Il problema di Neumann per le equazioni di Laplace è simile al problema di Dirichlet, ma in esso la funzione assegnata non coincide con il valore di {\displaystyle \varphi } sul bordo di {\displaystyle D}, ma con la sua derivata normale. La più ovvia interpretazione fisica (e quella dalla quale il problema è stato motivato) corrisponde alla costruzione di un potenziale su un campo vettore conoscendo le variazioni del campo sul bordo.
Esistono anche le condizioni al contorno di terzo tipo o di Robin, ma non sono trattate in questa sede.

## Funzione di Green per l'equazione in tre dimensioni
Si consideri un sistema descritto dall'equazione di Poisson:
{\displaystyle \nabla ^{2}u(\mathbf {x} )=f(\mathbf {x} )}
dove {\displaystyle \nabla ^{2}} è il laplaciano in {\displaystyle \mathbb {R} ^{3}}, {\displaystyle f(\mathbf {x} )} la sorgente e {\displaystyle u(\mathbf {x} )} la soluzione della PDE. Poiché il laplaciano è un operatore differenziale lineare, la soluzione {\displaystyle u(\mathbf {x} )} può essere scritta come un integrale esteso alla distribuzione sorgente {\displaystyle f(\mathbf {x} )}:
{\displaystyle u(\mathbf {x} )=\int _{\mathbf {x} '}d\mathbf {x} 'G(\mathbf {x} ,\mathbf {x'} )f(\mathbf {x'} )}
dove la funzione di Green è la distribuzione {\displaystyle G(\mathbf {x} ,\mathbf {x'} )} che consente di ottenere la risposta del sistema in {\displaystyle \mathbf {x} } ad una sorgente puntiforme, descritta attraverso la delta di Dirac {\displaystyle \delta (\mathbf {x} -\mathbf {x'} )}, posta in {\displaystyle \mathbf {x'} }:
{\displaystyle \nabla ^{2}G(\mathbf {x} ,\mathbf {x'} )=\delta (\mathbf {x} -\mathbf {x'} )}
La funzione di Green per l'equazione di Laplace in tre dimensioni è uno strumento spesso utilizzato in fisica, ad esempio nella descrizione dell'interazione di un corpo carico con il campo elettromagnetico generato da una sorgente puntiforme {\displaystyle \rho }. In tale contesto, il campo elettrico {\displaystyle \mathbf {E} } è dato dal gradiente del potenziale elettrico {\displaystyle \phi }:
{\displaystyle \mathbf {E} =-\mathbf {\nabla } \phi (\mathbf {x} )}
e utilizzando l'equazione di Maxwell:
{\displaystyle \mathbf {\nabla } \cdot \mathbf {E} =4\pi \rho (\mathbf {x} )}
si ha l'equazione di Poisson:
{\displaystyle -\mathbf {\nabla } ^{2}\phi (\mathbf {x} )=4\pi \rho (\mathbf {x} )}
Si può allora trovare la soluzione {\displaystyle \phi (\mathbf {x} )} per una distribuzione arbitraria considerando una carica puntiforme {\displaystyle q} in {\displaystyle \mathbf {x'} }:
{\displaystyle \rho (\mathbf {x} )=q\delta (\mathbf {x} -\mathbf {x'} )}
La funzione di Green in tre dimensioni spaziali per l'equazione di Laplace (in tre variabili) è data in funzione della distanza reciproca tra due punti:
{\displaystyle G(\mathbf {x} ,\mathbf {x'} )=-{\frac {1}{|\mathbf {x} -\mathbf {x'} |}}}
dove {\displaystyle \mathbf {x} =(x,y,z)} sono le coordinate cartesiane standard. L'espressione algebrica della funzione di Green in tale sistema di coordinate è:
{\displaystyle {\frac {1}{|\mathbf {x} -\mathbf {x'} |}}=[(x-x^{\prime })^{2}+(y-y^{\prime })^{2}+(z-z^{\prime })^{2}]^{-{\frac {1}{2}}}}
Esistono diversi modi per sviluppare tale relazione. Uno di essi è l'espansione di Laplace, data per l'equazione di Laplace in tre variabili in termini della funzione generatrice per i polinomi di Legendre:
{\displaystyle {\frac {1}{|\mathbf {x} -\mathbf {x'} |}}=\sum _{l=0}^{\infty }{\frac {r_{<}^{l}}{r_{>}^{l+1}}}P_{l}(\cos \gamma )}
dove si sono utilizzate le coordinate sferiche {\displaystyle \,\!(r,\theta ,\varphi )} e {\displaystyle \gamma } è l'angolo tra due vettori arbitrari {\displaystyle (\mathbf {x} ,\mathbf {x'} )} dato da:
{\displaystyle \cos \gamma =\cos \theta \cos \theta ^{\prime }+\sin \theta \sin \theta ^{\prime }\cos(\varphi -\varphi ^{\prime })}